# Домотканів
Домотканів — частина міста Новгород-Сіверський, колишнє село в Новгород-Сіверському районі Чернігівської області України.

## Історія
Домотканів згаданий у податкових реєстрах 1750—1756 рр.
За даними «Списку населених місць Чернігівської губернії, які мають не менше 10 мешканців, за даними 1901 року» село Домотканів входило до складу Мамекинської волості Новгород-Сіверського повіту, населення становило 108 чоловіків та 109 жінок.
1986 року населення села становило 200 осіб.
Рішенням Верховної Ради України № 2426-III від 17.05.2001 року села Домотканів та Щурівка були включені до меж міста Новгород-Сіверський без збереження статусу .

## Географія
Є північною периферійною частиною міста Новгород-Сіверський — на правому березі річки Десна. На північ від Домотканова розташоване колишнє село Щурівка (нині також частина Новгород-Сіверського).

## Вулиці
Гастелла, Коцюбинського, Лесі Українки, Михайла Кокти, Олега Мехеда, 8 Березня.